# شو هاشی
شو هاشی ((به ژاپنی: 尚巴志 Shō Hashi)؛ ۱۳۷۲ –  1 ژوئن, ۱۴۳۹ (۶۷−۶۸ سال)) آریستوکراسی (طبقه) و نخستین پادشاه پادشاهی ریوکیو بود.